# Sant Joan de Biure
L'església parroquial de Sant Joan de Biure, al terme de les Piles, és un edifici d'estil barroc construït al segle xviii. Forma part de l'Inventari del Patrimoni Arquitectònic de Catalunya.

## Descripció
És una església dedicada a Sant Joan que es construí en el segle xii. Pertanyia, com el castell, a l'Orde de l'Hospital i d'aquí la seva advocació. No en queda cap resta i l'actual es bastí en el segle xviii. Duu la data de 1782 en la dovella de la clau, juntament amb la creu de Malta. És de planta basilical amb quatre capelles laterals. El campanar, de base quadrada, se situa la façana principal.